# Digitální odznak
Digitální odznaky, také známé jako ebadges (v jednotném čísle ebadge), jsou ověřeným indikátorem úspěchu, dovedností, kvality nebo zájmu, které lze získat v různých učebních prostředích. Ve vzdělávacím kontextu je digitální odznak obrázek nebo ikona, která se používá k reprezentaci dovedností a dalších vzdělávacích úspěchů, ve srovnání s diplomy, akademickými tituly a jinými certifikačními metodami obvykle podrobněji. Tento digitální artefakt často obsahuje metadata týkající se výuky a má hodnotu a význam ve vzdělávacím a sociálním kontextu, ve kterém je vytvořen.
Jedná se o nástroj k identifikaci a validaci široké škály znalostí, schopností a dovedností, které jedinec může mít, a slouží jako ukazatel úspěchu nebo kvality, kterého lze dosáhnout v mnoha učebních prostředích. Vytvoření otevřených digitálních odznaků  usnadňuje komukoli získat, zobrazit nebo dokonce vydat doklady na webu prostřednictvím infrastruktury využívající technické, otevřené a sdílené standardy. Slouží také jako inspirace pro nové cesty k učení a propojují studenty se zdroji i mezi sebou navzájem.
Digitální odznak se skládá ze dvou prvků: obrázku, který vizuálně představuje dosažený úspěch, a metadat odkazujících na konkrétní data, jejichž účelem je ověřit původ, vydavatele, jeho autenticitu a další informace. Poskytuje více podrobností než papírový dokument, protože ukládá informaci, díky níž je možné odznak propojit s akademickou akreditaci, a výsledek je tak hmatatelnější a transparentnější.

## Původ a vývoj
Tradiční fyzické odznaky po mnoho let používaly různé organizace, jako je ruská armáda a skauti, aby dali svým členům fyzický emblém, který ukáže dosažení různých úspěchů. Zatímco fyzické odznaky se používají již stovky let, myšlenka digitálních odznaků je relativně nedávný vývoj vycházející z výzkumu gamifikace. Jako herní prvky odznaky používaly organizace jako Foursquare a Huffington Post k odměňování uživatelů za splnění určitých úkolů. V roce 2005 společnost Microsoft představila systém Xbox 360 Gamerscore, který je považován za původní implementaci systému výkonů.
Podle Shields & Chugh (2017, s. 1817) se „digitální odznaky rychle stávají vhodným, snadným a účinným způsobem, jak mohou pedagogové, komunitní skupiny a další profesní organizace vystavovat a odměňovat účastníky za dovednosti získané v rámci profesního rozvoje nebo formálního a informálního učení ".
V roce 2007 přednesla Eva Bakerová, prezidentka Americké asociace pro výzkum vzdělávání (AERA), na výroční konferenci projev o potřebě rozvíjet „kvalifikace“ podobné zásluhám, které potvrzují úspěchy, a to nikoli prostřednictvím standardizovaných testů, ale jako „integrovanou zkušenost s požadavky na výkon.“ Takový systém by platil pro učení ve škole i mimo ni a podporoval by mládež při rozvíjení a prosazování vášnivých zájmů. Eva Bakerová si představovala, že mladí lidé budou shromažďovat „své jedinečné kvalifikace, které budou moci ukázat svým rodinám, dospělým na univerzitě a pracovním silám i sobě samým.“ Prezidentka AERA věřila, že „cesta kvalifikací přesouvá pozornost od školních prací k použitelným a přesvědčivým dovednostem, od školního života k reálnému.“
Na začátku roku 2010 spustil poskytovatel služeb digitálních odznaků Basno platformu, která uživatelům umožnila vytvářet a sbírat odznaky, které představují úspěchy v reálném světě, jako je uběhnutí maratonu 2011 ING New York City Marathon. Toto úsilí znamenalo silný posun od pohlížení na odznaky jako na pouhé herní prvky k vytváření odznaků k osvědčujících učení. Systém digitálního označování využívá mnoho výukových webů, jako jsou například Peer 2 Peer University a Khan Academy.
V září 2011 americký ministr školství Arne Duncan oznámil zahájení soutěže HASTAC / MacArthur Foundation Badges for Lifelong Learning Competition. Podle Arna Duncana mohou odznaky „pomoci studentům zapojit se do učení a rozšířit možnosti pro všechny studenty nebo všechny věkové kategorie, získávat a demonstrovat, dokumentovat a zobrazovat své dovednosti. Odznaky mohou pomoci urychlit přechod od údajů, které jednoduše měří prosezený čas, k těm, které přesněji měří kompetence, a my musíme udělat vše pro to, abychom tento přechod urychlili. Může také pomoci zohlednit formální i neformální učení, navíc v různých prostředích.“ S finanční podporou Nadace MacArthur a s další podporou Gatesovy nadace spravuje HASTAC soutěž Badges for Lifelong Learning Competition, která v březnu 2012 poskytla finanční prostředky třiceti organizacím.

### Standard Open Badge

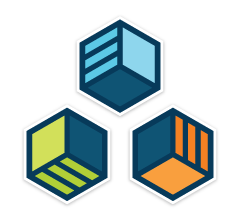
Logo Open Badges

Používání digitálních odznaků jako ověření zůstalo bez většího zájmu do roku 2011, kdy Peer 2 Peer University a Mozilla Foundation vydaly zprávu „An Open Badge System Framework“ od . V příspěvku jsou odznaky vysvětleny jako „symbol nebo indikátor úspěchu, dovednosti, kvality nebo zájmu“, s příklady systémů odznaků používaných skauty, instrukcí pro potápění PADI a nověji populárními geo-lokačními hrami, jako je Foursquare. Zpráva tvrdí, že odznaky „byly úspěšně použity ke stanovení cílů, motivaci chování, reprezentaci úspěchů a komunikaci úspěchu v mnoha kontextech“ a podotýká, že když se učení odehrává v různých kontextech a s rozmanitými zážitky, „odznaky mohou mít významný dopad a mohou být použity k motivaci k učení, podporovat komunitu a signalizovat úspěch.“ Zpráva rovněž objasňuje, že hodnota odznaku spíše než z jeho vizuálního znázornění vychází z kontextu týkajícího toho, jak a za co byl udělen. Čím silnější však je spojení mezi nimi, tím efektivnější systém odznaků bude. „Odznaky jsou spouštěcí prvky konverzace,“ vysvětluje zpráva, „a informace spojené s každým odznakem slouží jako ospravedlnění a dokonce i ověření odznaku.“ Odznak by měl například obsahovat informace o tom, jak byl získán, kdo jej vydal, datum vydání a v ideálním případě odkaz zpět na nějaký výtvor týkající se práce za odznakem.
V roce 2011 Mozilla Foundation oznámila svůj plán vyvinout otevřený technický standard s názvem Open Badges (Otevřené odznaky), který by vytvořil a vybudoval společný systém pro vydávání, shromažďování a zobrazování digitálních odznaků na více výukových webech.
Při zahájení projektu Open Badges spolupracovaly Mozilla a MacArthur s více než 300 neziskovými organizacemi, vládními agenturami a dalšími subjekty v oblasti informálního učení, a narušily vzdělávací monopoly a podpořily individuální motivaci. Velká část této práce využívala pracovní dokument vytvořený společností Mozilla a MacArthur Foundation „Open Badges for Lifelong Learning“ (Otevřené odznaky pro celoživotní učení).
V roce 2012 Mozilla spustila Open Badges 1.0 a ve spolupráci s Chicagem spustila The Chicago Summer of Learning (CSOL), iniciativu s odznaky, která měla během léta udržet místní mládež ve věku od 4 do 24 let aktivní a angažovanou. Instituce a organizace jako Purdue University, MOUSE a britská společnost DigitalME odznaky přijaly a Mozilla zaznamenala mezinárodní zájem o programy odznaků v zemích od Austrálie a Itálie po Čínu a Skotsko.
Do roku 2013 vydávalo Open Badges více než 1450 organizací a partnerství Mozilly s Chicagem přerostlo v iniciativu Cities of Learning Initiative, umožňující uplatnit úspěch CSOL v celé zemi.
V roce 2014 Mozilla spustila Badge Alliance, síť organizací a jednotlivců, kteří se zavázali budovat ekosystém otevřených odznaků a rozvíjet specifikaci Open Badges. Zakládajícími členy jsou Mozilla, MacArthur Foundation, DigitalME, Sprout Fund, National Writing Project, Blackboard a další. Prostřednictvím aliance Badge Alliance se do ekosystému Open Badges zaregistrovalo více než 650 organizací ze šesti kontinentů.
V roce 2015 se Aliance odznaků vyčlenila z Mozilly a stala se součástí spin-offu MacArthur Foundation, Collective Shift – neziskové organizace zaměřené na redesign sociálních systémů pro propojený svět. Později téhož roku se společnost Collective Shift spojila se společností Concentric Sky při vývoji Open Badges 2.0. Téhož roku společnost Concentric Sky zahájila open source projekt Badgr, který slouží jako referenční implementace pro Open Badges.
Na začátku roku 2016 se společnost IMS Global zavázala k Open Badges jako interoperabilnímu standardu pro digitální ověření a na konci roku 2016 Mozilla oznámila, že správa standardu Open Badges bude oficiálně převedena na IMS Global.
Na konci roku 2018 Mozilla oznámila, že vyřadí službu Mozilla Backpack (viz níže) a přesune všechny uživatele na Badgr.

## Vlastnosti

### Gamifikace
Gamifikace spočívá v použití vlastností designu videohry v neherních scénářích, aby byl produkt, služba nebo aplikace vnímána jako zábavná, atraktivní a motivující. V činnostech velmi odlišných od her, jako je vzdělávání, obchod, lidské zdroje, lze mimo jiné nalézt hravé aspekty, které reagují na pokus o gamifikaci těchto kontextů.
S ohledem na teoretické základy psychologie a gamifikace lze odznaky považovat za behaviorální motivaci pro osobu, které byl přidělen cíl, stejně jako on hledá gamifikaci jako konečný cíl. Výše uvedené ve vzdělávacím kontextu poslouží k povzbuzení studentů k požadovanému chování a chování, což zase vede ke zlepšení asimilace obsahu a získání statusu a uznání studenta. Slouží také k prokázání účasti a osvětlení budoucího výkonu, a proto je z hlediska gamifikace důležité ji nezneužívat, protože by to mohlo mít negativní vliv na chování některých studentů.

### Metadata
V rámci digitálních odznaků je možné přidat další informace, které poslouží k podpoře jejich platnosti před společností a poskytnou tomuto typu pověření přidanou hodnotu ve srovnání s tradičními. Proces vytváření digitálního odznaku spočívá v vložení informací pomocí souborů ve formátu JSON do obrazových souborů PNG, kde lze uložit mnoho druhů informací. Mohou obsahovat instituce, které poskytují odznak a které podporují znalosti, které představuje, datum získání, známku studenta, dobu trvání výuky, místo výkonu ve vztahu ke skupině kurzu, mimo jiné užitečné informace pro ty, kteří chtějí znát titul expertů nositele odznaku. Zvláštní pozornost je třeba věnovat tomu, jaký typ informací bude do odznaku zahrnut jako metadata, protože jakékoli informace, které jsou ponechány otevřené interpretaci, mohou omezit jejich důvěryhodnost a užitečnost. Metadata nebo informace lze rozdělit do tří skupin podle standardu Open Badge: 
- Potvrzovací metadata odkazují na příjemce odznaku (osobní údaje, datum vydání, obrázek, ověření,. . . ).
- Metadata emitenta se vztahují k emitentovi a obsahují informace o něm (název subjektu nebo instituce, telefon, e-mail, web,. . . ).
- Metadata třídy odznaku ukládají informace o samotném odznaku (popis, název, značky, vydavatel,. . . ).

### Ekosystémy
Digitální odznaky umožňují zahrnutí nových rolí do procesu hodnocení, jako jsou externí hodnotitelé, další instituce, praktická společenství, kolegové nebo dokonce autoevaluace. Pro správný průběh procesu hodnocení mezi všemi aktéry bude vhodné vytvořit sadu odznaků, které lze seskupit jako ekosystémy, aby bylo možné vizualizovat různé úrovně učení prostřednictvím procesu překonávání milníků. To pomáhá ukázat úplnější vzdělávací cestu.
Tyto ekosystémy umožní přesněji prokázat dovednosti získané studentem během procesu učení a získat přesnější vizualizaci akademických log získaných prostřednictvím malých údajů a jejich sad. Akreditují na různých úrovních znalostí, od začátečníků přes středně pokročilé po odborníky nebo slouží jako předpoklad pro odemčení přístupu k jiným typům obsahu a složitějším hodnocením, které umožní dosáhnout digitálních odznaků vyšší úrovně.

## Funkce
Stejně jako odznaky ve fyzickém světě slouží mnoha funkcím, používají se digitální odznaky různými způsoby. Odznaky mohou sloužit různým funkcím v závislosti na činnostech, s nimiž jsou spojeny. Obyčejně jsou odznaky považovány za odměny, ale bylo zjištěno, že nejúčinnější jsou, když také přispívají ke stanovení cílů, reputace, potvrzení statusu, vzdělanosti a identifikaci se skupinou. Odznaky také podporují celoživotní učení, které přesahuje formální vzdělání a ukazuje úspěchy, které by jinak mohly být skryty. Digitální odznaky jsou spojeny s gamifikací učení, přičemž herní design a herní mechanika se používají v neherních kontextech na podporu učení. Gibbons (2020) identifikoval 13 rolí digitálních otevřených odznaků v prostředí vysokoškolského vzdělávání. 
Mezi výhody spojené s digitálními odznaky patří schopnost zachytit celou cestu učení, takže „cestuje“ s uživatelem, kdekoli se rozhodne odznak zobrazit. Digitální odznak s sebou nese informace o hodnocení, důkazech a dalších metadatech, která pro získání odznak vyžaduje. Digitální odznaky mohou potenciálním zaměstnavatelům signalizovat úspěch, motivovat k angažovanosti a spolupráci, zlepšit udržení a zvýšení úrovně učení se, podporovat inovaci a flexibilitu v dovednostech, na kterých záleží, a v neposlední řadě budovat a formalizovat identitu a reputaci v rámci učební komunity.
Některé platformy digitálních odznaků umožňují organizacím vytvářet, vydávat, vydělávat a zobrazovat digitální odznaky na webových stránkách členů, na stránkách sociálních médií a v životopisech.

### Motivace k účasti
Jedním ze způsobů, jak se často používají odznaky, je podpora účasti uznáním účastníků. Motivace je často jedním z hlavních důvodů, proč se designéři odznaky rozhodnou použít. Účast je podporována, protože odznaky nabízejí novou cestu celoživotního učení, jež je oddělena od tradiční formalizované akademické cesty. Odznaky uznávají a upozorňují na dovednosti a znalosti, které vycházejí z osobní iniciativy a zkoumání.
Když TripAdvisor začal na uživatelských stránkách zobrazovat odznaky, výslovně uvedl, že to je uznání nejčastějších přispěvatelů. Systémy, které byly úspěšné v motivaci lidí s odznaky, vyzdvihují jejich schopnost skutečně motivovat účastníky tím, že ukazují překonané výzvy, zobrazují cesty k učení a zlepšují sociální vazby.
V roce 2016 společnost IBM použila Open Badges při zahájení celosvětové vzdělávací iniciativy a zaznamenala dramatický nárůst účasti zaměstnanců.

### Motivace ke spolupráci
Na rozdíl od většiny online médií jsou programy s otevřenými odznaky založené na spolupráci a podporují aktivní a angažované zapojení. I když existuje několik způsobů online kolektivních akcí, všechny systémy z velké části provozuje velmi malý počet lidí; „například jen dvě procenta uživatelů Wikipedie tvoří 75% aktivity“. Při větší spolupráci zvýšeného počtu lidí lze prezentovat a analyzovat ještě více řešení, nápadů a teorií. Odznaky mají potenciál pracovat pro jakoukoli společnost nebo online akční systém pro spolupráci s cílem zapojit více lidí a motivovat je k účasti na online sdílení dat a sociálních médiích.
Odznaky „zvyšují identitu a pověst, zvyšují profily v učících se komunitách a mezi vrstevníky agregací identit mezi ostatními komunitami ... [a] budují komunitní a sociální kapitál tím, že pomáhají studentům najít vrstevníky a mentory s podobnými zájmy. Odznaky komunity pomáhají formovat kamarádství, týmovou syntézu a praktická společenství.“ Odznaky kvantifikují měkké dovednosti týmové práce, které jsou rozhodující pro úspěch v mnoha dnešních profesích.
Otevřené odznaky používají organizace, jako je OER Commons, k podněcování spolupráce a sdílení zdrojů ve svých komunitách.

### Uznání a posouzení
Někdy se digitální odznaky používají k rozpoznání kvality nebo k zajištění souhlasu komunity. Otevřené odznaky se liší od základních digitálních odznaků v tom, že jejich držiteli umožňují reprezentovat, ověřovat a sdělovat své dovednosti, zájmy a úspěchy v celé řadě vzdělávacích systémů.
Ve výukovém prostředí se odznaky používají k podpoře alternativního vzájemného hodnocení. Odznaky mohou být spojeny se souhrnným hodnocením předchozího učení i s formativním hodnocením, které poskytuje vedení a zpětnou vazbu. Mohou také fungovat jako transformační hodnocení, které formuje stávající učení nebo umožňuje vytváření nových. Digitální odznaky mohou být zvláště užitečné jako součást procesu formativního hodnocení, které poskytuje neustálou zpětnou vazbu a sledování toho, co se naučili a jaký může být další krok. Hromadné otevřené online kurzy (MOOCs) a e-hodnocení,  lze použít k dodání obsahu v měřítku, přičemž poskytuje strukturované body pro formativní hodnocení, připojení k učícím se komunitám a nové možnosti pro posílení jednotlivých agentur v procesu učení. Taková prostředí mohou využívat sebehodnocení a vzájemné hodnocení, opět jako součást formativních procesů.
Nevýhodou je, že tyto typy hodnocení vyžadují čas. Strategie, jako je peer review, interaktivní hry nebo simulace, a samostatně spravované testy by však mohly pomoci při fragmentaci hodnotících procesů a zároveň poskytnout studentovi základní zpětnou vazbu. Jako ukazatele nebo měřítka učení také digitální odznaky mohou fungovat obzvláště dobře pro jednotlivce, kteří jsou stresováni testováním, a pro pedagogy, kteří hledají mechanismy přizpůsobení diferencovaným způsobům učení.

### Implementace digitálních odznaků
Pro implementaci digitálních odznaků se doporučuje proces učení s dvojitou smyčkou (Shields & Chugh, 2017). Do fáze návrhu, implementace a kontroly se doporučuje zahrnout řadu zúčastněných stran.

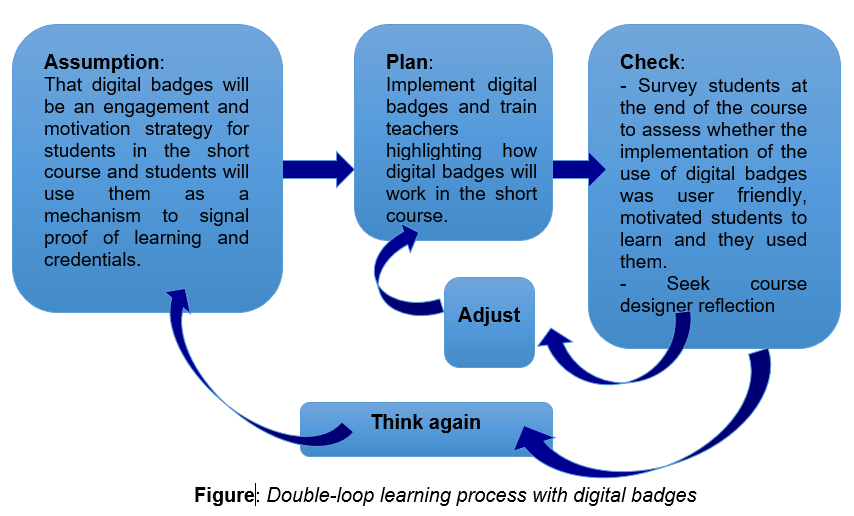
Proces učení s dvojitou smyčkou s digitálními odznaky (Shields & Chugh, 2017, str. 1822)

### Alternativní údaje
Digitální odznaky jsou považovány za potenciální výzvu k dominantnímu paradigmatu diplomů ve vysokoškolském vzdělávání. Americké noviny a web Chronicle of Higher Education (Kronika vysokoškolského vzdělávání) uvádí, že stále více online vzdělávacích webů přijímá odznaky, které označují úspěchy.
Vzhledem k tomu, že dvě třetiny amerických vysokoškolských nebo univerzitních studentů spadají do netradiční kategorie (což znamená, že nejsou prvními studenty prvního ročníku, kteří přijíždějí na kampus přímo ze střední školy), budou programy certifikátů při poskytování příležitostí pro postsekundární vzdělávání hrát stále významnější roli.
Jedním z webů využívajících odznaky pro alternativní pověření je Badges for Vets (Odznaky pro veterány), což je bezplatný web financovaný HASTAC / MacArthur, který poskytuje americkým vojenským veteránům prostředky k používání otevřených odznaků k označení příslušného vojenského výcviku a zkušeností potenciálním zaměstnavatelům. Mezi příklady dostupných odznaků patří překladatel, stavební inženýrství, vymáhání práva a finance; zaměstnavatelé mohou procházet databázi odznaků pro veterány, aby našli potřebné konkrétní kvalifikace nebo přímo kvalifikované veterány v jejich místní komunitě.

### Znázornění kompetencí
Digitální odznaky lze také použít jako značení výsledků založené na kompetencích, čímž se liší od tradičních vzdělávacích modelů, které zdůrazňují časovou kvantifikaci vzdělávacích cílů. Digitální odznaky také mají schopnost být hbitější než školní osnovy, jejichž vytvoření, změna a vývoj vyžadují delší čas.
Společnost Pearson Education, která zavedla standard Open Badges už před časem, uvádí řadu výhod používání odznaků ke znázornění kompetencí, a to včetně subjektivity známek proti nespojitosti a nedostatečné transparentnosti v tradičních diplomech.

## Agregace a výměna
Mozilla původně zpřístupnila službu nazvanou Mozilla Backpack, která uživatelům umožňovala agregovat a zobrazovat jejich otevřené odznaky. Na konci roku 2018 Mozilla oznámila, že Mozilla Backpak ukončí a přesune všechny uživatele na Badgr. Už předtím bylo učiněno několik pokusů o agregaci digitálních odznaků nalezených na více webech.

## Kritika
Používání odznaků se setkalo s kritikou, což naznačuje, že výše popsané funkce přicházejí se značnými riziky. Někteří tvrdí, že dlouhá historie fyzických odznaků ve vojenském a kvazi-vojenském prostředí může povzbudit podobné hierarchické vztahy, pokud jsou využívány online. Odznaky byly kritizovány za odměňování úkolů, které pro příjemce odznaku nejsou ze své podstaty zajímavé, protože jsou vytvořeny za účelem podpory chování, které odpovídá cílům vydavatele odznaku, ale nikoli nutně cílům příjemce odznaku. Někteří kritici také poznamenali, že odznaky jsou druhem vnějšího motivátoru, který by mohl konkurovat vnitřní motivaci jednotlivce k úspěchu a zvládnutí činností. Jinými slovy, je to jako rozdávat odměny za věci, které by již jednotlivci nebo studenti měli dělat. Jako každý systém odměn celkově snižuje motivaci studentů, když odměna přestává být žádoucí.
Jednou z největších kritik odznaků je jejich validita a to, zda je lze považovat za důvěryhodné. Další kritika digitálních odznaků spočívá v tom, že výkonnost odznaku není přímo sledována, takže by mohlo být obtížné zajistit, aby byl odznak opravdu udělen osobě, která splnila úkol nebo splnila konkrétní kritéria. Otevřené odznaky se pokoušejí tyto obavy řešit zahrnutím e-mailové adresy příjemce do odznaku a prokázáním ověřitelného odkazu zpět k emitentovi.
„Gamifikace“ vzdělávání je také něčím, čeho se skeptici obávají, protože mají pocit, že by studentům šlo spíše o získání nejvíce odznaků než o zaměření na předložený materiál. Kromě toho se může vyskytnout spousta odznaků, které vůbec nic neznamenají, například získání odznaku, protože vaše jméno začíná písmenem A. Vytvoření těchto „nesmyslných“ odznaků posiluje otázku validity, protože nyní držitel odznaku musí rozluštit, které odznaky jsou cenné, a různé instituce musí udělat totéž.

## Firmy poskytující profesionální digitální verifikační certifikaci
- Credly[51]
- CertifyMe. Online[52]
- Accredible[53]
- Badgr[54]
- Sertifier[55]
- Certif-ID[56]